# Jace Norman

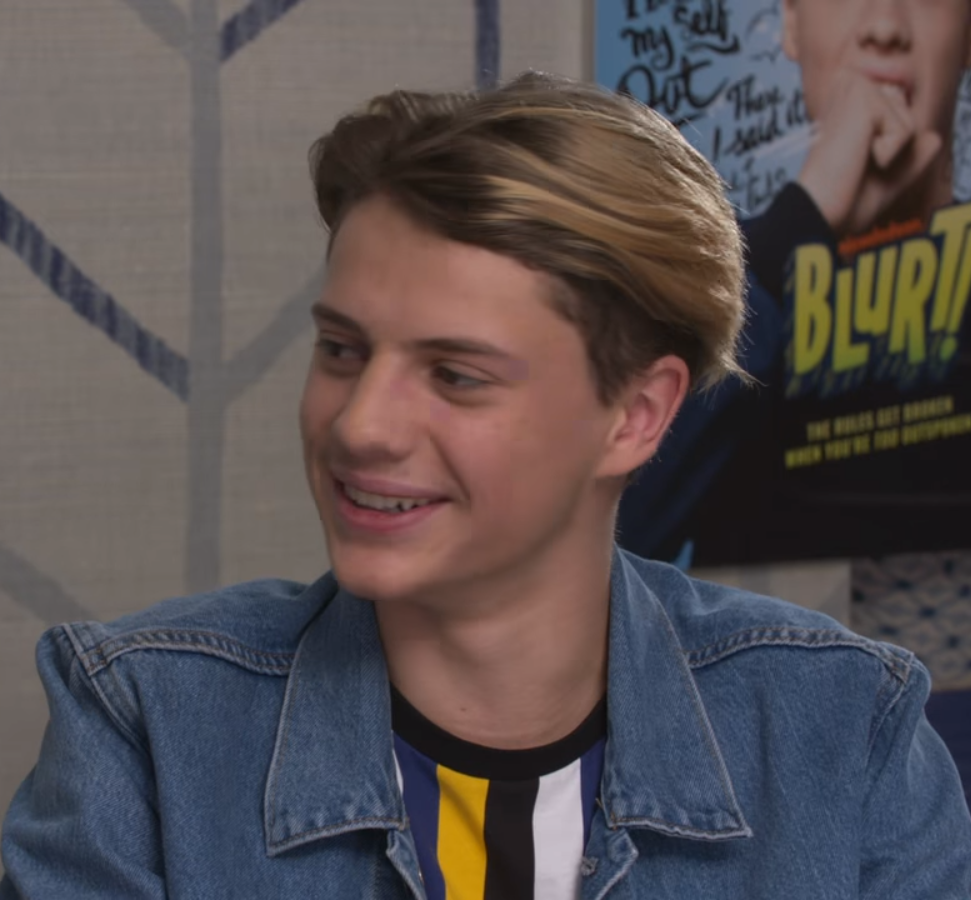
Jace Norman, 2018

Jace Lee Norman (* 21. März 2000 in Corrales, New Mexico) ist ein US-amerikanischer Schauspieler und Filmproduzent.

## Leben und Karriere
Jace Norman wurde im März 2000 in Corrales, New Mexico, geboren. Er lebte gemeinsam mit seinem älteren Bruder und seiner Schwester in der Nähe des Rio Grande River. Im Alter von acht Jahren zog seine Familie mit ihm nach Kalifornien, dort besuchte er eine öffentliche Schule.
Seine ersten Schauspielerfahrungen machte Norman im Alter von zwölf Jahren mit einem Gastauftritt in Jessie. Danach folgte ein weiterer Auftritt in Die Thundermans. Sein Durchbruch gelang ihm mit der Rolle des Henry Hart in der von Dan Schneider erdachten Nickelodeon-Sitcom Henry Danger, die er von 2014 bis 2020 verkörperte. Ebenfalls in 2014 begannen die Dreharbeiten zum Nickelodeon-Fernsehfilm Ein Adam kommt selten allein, der 2015 Premiere feierte und in dem er die Hauptrolle des Adam spielt. Als Produzent war er von 2020 bis 2024 für den Ableger von Henry Danger,  Danger Force, zuständig.

## Filmografie

### Schauspieler
- 2012: Jessie (Fernsehserie, Episode 1x10)
- 2013: Die Thundermans (The Thundermans, Fernsehserie, Episode 1x08)
- 2014–2020: Henry Danger (Fernsehserie, 121 Folgen)
- 2015: Ein Adam kommt selten allein (Splitting Adam, Fernsehfilm)
- 2016: Rufus (Fernsehfilm)
- 2017: Rufus 2 (Fernsehfilm)
- 2018: Blurt – Voll verplappert (Blurt, Fernsehfilm)
- 2018: Die Abenteuer von Kid Danger (10 Folgen, Stimme)
- 2018–2019: Game Shakers (Fernsehserie, 2 Folgen)
- 2019: Bixler High Private Eye (Fernsehfilm)
- 2019–2020: Die Spaßvertretung (The Substitute, Fernsehserie, 3 Folgen)
- 2020–2023: Danger Force (Fernsehserie, 5 Folgen)
- 2025: Henry Danger – Der Film (Henry Danger: The Movie)

### Produzent
- 2018: Blurt – Voll verplappert (Blurt, Fernsehfilm)
- 2019: Bixler High Private Eye (Fernsehfilm)
- 2020: Henry Danger (Fernsehserie, 11 Folgen)
- 2020–2024: Danger Force (Fernsehserie, 63 Folgen)